# Paternum
Paternum, durante la dominazione romana fu una stazione itineraria (mansio o statio) della strada romana jonica - individuata nell'itinerarium antonini (redatto verso la fine del III secolo d.C.). Secondo quanto riportato questa fonte, da “Roscianum”, statio posta a XII miglia (17,8 Km) da “Turios”, dopo aver percorso XXVII miglia (40 Km), si giungeva a “Paternum”, distante XXXII miglia (47,4 Km) da “Meto”.

## Ipotesi localizzative
Benché l'indicazione delle miglia sia precisa, l'individuazione della posizione esatta di Paternum è resa difficile dalla mancanza di conoscenza della posizione esatta sia di Roscianum sia di Meto, oltre che dalla non conoscenza del tracciato della strada antica romana, che non coincide con l'attuale tracciato della Strada statale 106 Jonica, anzi se ne discosta in maniera significativa nei pressi dell'antica Petelia, l'attuale Strongoli. Questo in aggiunta al fatto che Paternum non raggiunse l’età bassomedievale e che, in relazione struttura pre-urbana e alle dimensioni ridotte, comuni alla gran parte degli abitati posti tra Crotone e Thurii durante l’epoca romana, Paternum non ha lasciato tracce evidenti.
In relazione ai ritrovamenti archeologici di epoca di Roma imperiale, l'ipotesi maggiormente accreditata è che Paternum debba localizzarsi in prossimità dell'abitato della frazione Torretta di Crucoli.
L'identificazione definitiva di Paternum è recente (1998), essendo stata in passato attribuita dagli studiosi anche a Cirò, Cariati e Umbriatico.
Precisamente, l'ipotesi  è che la statio venga a essere posta a Nord dell'abitato di Torretta, a qualche centinaio di metri a sud del Fiumenicà, dove maggiormente si addensano i ritrovamenti archeologici e presso la villa romana di località Piano di Mazza.

### Ritrovamenti archeologici
La statio di Paternum si poneva in un'area poco popolata, in cui è stata rilevata una modesta presenza di edifici di età greca. Sorse perciò più per esigenze legate al sistema viario, come stazione di sosta, piuttosto che per esigenze militari e di controllo del territorio.
Numerosi sono i ritrovamenti archeologici a Crucoli Torretta di epoca di Roma imperiale, tra il periodo repubblicano ed il periodo imperiale (I secolo a.C.-IV secolo d.C.) con un abitato che veniva formandosi secondo il modello delle "ville rustiche schiavistiche"..
La Soprintendenza archeologica ha condotto scavi su almeno tre ville a Torretta di Crucoli: in località Manele, località Cassia e in località Piano di Mazza.
Nell'Alto Medioevo Paternum fu distrutta dalle incursioni dei Saraceni e abbandonata tra i secoli VIII-IX, durante il periodo dell'occupazione dell'impero bizantino. Gli abitanti si rifugiarono nell'entroterra di Crucoli e a Cirò. In tale periodo però non si hanno notizie storiche o tracce archeologiche della presenza di abitati nel territorio di Crucoli, salvo le tracce archeologiche relative alla necropoli di località Silipetto definita come un "sepolcreto proto-bizantino del VII secolo".
Delle vicende della diocesi di Paternum e delle ipotesi localizzative a lungo si sono occupati ed ancora oggi si occupano gli storici e gli eruditi.

### La presunta sede episcopale
Ambigua e controversa è la presenza di una sede episcopale. Se ne trova traccia solo nei Regesti dei Romani pontefici, che parlano di un "Abundantio Episcopo civitatis Paternensis", vescovo presente al Concilio di Roma del 680 e poi inviato da Papa Agatone al Concilio Ecumenico III di Costantinopoli del 680, ma che si firma anche come "episcopus Tempsa provinciae Bruttiorum", per cui Paternum potrebbe essere solo il suo luogo di origine, ovvero che si sta riferendo alla Temsa ionica riportata nella Tavola peutengeriana, o anche che Abundantio reggeva contemporaneamente sia la Diocesi di Paternum sia quella di Tempsa (ionica o tirrenica).

### La tradizione di epoca tardo medioevale/moderna
Diversi secoli dopo il suo abbandono, le vicende del vescovato di Paterno furono ricostruite di sana pianta da Gabriele Barrio che nel 1571 elaborò un'ipotesi non suffragata da prove documentali, che legava le vicende di Paternum a quelle del vescovato di Umbriatico, la cui esistenza comincia ad essere documentata verso la fine del secolo IX, ponendole poi in relazione a quelle di Cirò e riconducendo ad essa le notizie circa l’esistenza di mitiche città addirittura preesistenti alla venuta dei Greci, quali Crimissa e Brystacia. L'ipotesi di Paterno localizzata a Cirò od Umbriatico è stata richiamata da molti studiosi successivi, tra cui padre Giovanni Fiore da Cropani.
Invece le vicende dell’antica Paterno non sono mai menzionate nelle relazioni dei vescovi della diocesi di Cerenzia-Cariati, fino alla relazione vescovile del 1684, prodotta dal vescovo di Umbriatico Giovanni Battista Ponzio (1682-1688). L'identificazione di Paternum con Cirò però sembra sposare una tradizione capace di giustificare la sua residenza a Cirò che, invece, contravveniva ai precetti stringenti del concilio tridentino, secondo cui tutti i vescovi dovevano risiedere inderogabilmente nella loro sede.